# Безрогов Віталій Григорович
Віталій Григорович Безрогов (нар. 16 вересня 1959, Одеса — пом. 14 листопада 2019, Лейден) — російський вчений в галузі історії педагогіки та освіти, член-кореспондент РАО, доктор педагогічних наук, доцент, головний науковий співробітник ФДБНЗ «Інститут стратегії розвитку освіти Російської академії освіти».
Автор наукових праць з методології історії педагогіки, проблем історії освіти та педагогіки у давніх та середньовічних цивілізаціях, історії навчального книговидання для початкового навчання. Автор монографій «Учитель та його учні у текстах Нового Заповіту» (2002 р.), «Порівняльна педагогіка: неінституалізовані форми навчання в освітніх традиціях країн Африки, Азії, Європи» (2006 р.), «Традиції учнівства та інститут школи у давніх цивілізаціях» (2008 р.) та ін. , а також ряду посібників, антологій та хрестоматій.
В. Г. Безрогов також працював як перекладач та упорядник бібліографічних покажчиків, автор наукових коментарів, оглядів та близько трьох сотень робіт з історії педагогіки та освіти, науковий керівник та опонент безлічі дисертаційних досліджень, член редколегій кількох наукових журналів: «Вітчизняна та зарубіжна педагогіка», «Проблеми сучасної освіти», «Вісник ПСТГУ. Серія IV. Педагогіка, психологія», «Психолого-педагогічний пошук», «Історико-педагогічний журнал», «Дослідник/Researcher», «Reading Primers International»).

## Біографія
Віталій Григорович Безрогов народився в Одесі 16 вересня 1959 року. Батько — Фрадкін Григорій Михайлович (1922—1974), мати — Безрогова Євгенія Василівна (1927—1995). Незабаром після народження сина родина переїхала до Москви.
1976 року В. Г. Безрогов вступив на історичний факультет Московського державного педагогічного інституту ім. В. І. Леніна, який і закінчив з відзнакою у 1981 році. У 1981—1982 роках працював викладачем історії в середній школі. У 1982—1987 роках — методистом по роботі з громадськими музеями в Музеї історії та реконструкції міста Москви.

## Наукова діяльність
Наукова діяльність В. Г. Безрогова розпочалася під керівництвом доктора історичних наук, професора Аделаїди Анатоліївни Сванідзе (1929—2016). Ним було зібрано та систематизовано великий археологічний матеріал з історії ранньосередньовічної Ірландії, в 1988 році успішно захищено дисертацію кандидата історичних наук на тему «Господарське життя ірландського суспільства III—VIII століть».
У 1987 році В. Г. Безрогов розпочав роботу в лабораторії історії зарубіжної педагогіки Інституту теорії та історії педагогіки АПН СРСР, де й працював на посаді головного наукового співробітника аж до 14 листопада 2019 року.
З 1990-х років В. Г. Безрогов займався також викладацькою діяльністю: очолював кафедру педагогічної антропології Університету Російської академії освіти. З 1991 року викладав у Російському державному гуманітарному університеті, був доцентом кафедри історії та теорії культури факультету музеології, де читав курс з історії світової культури.
В 2004 році Віталій Григорович захистив дисертацію на здобуття наукового ступеня доктора педагогічних наук на тему: «Становлення освітніх традицій християнської школи в I—V століттях».
2006 року був обраний членом-кореспондентом Російської академії освіти.
У 2007 році організував та очолив Міжнародний науково-освітній семінар «Культура дитинства: норми, цінності, практики».
У жовтні 2017 року в Аугсбурзі Віталій Григорович був одноголосно обраний віце-президентом Міжнародного товариства з вивчення шкільних підручників та освітніх медіа.
Був членом Грецького товариства істориків педагогіки, Міжнародної експертної ради університету Яніни (University of Ioannina, Греція), бюро Наукової ради з історії освіти та педагогічної науки РАВ.
Раптово помер 14 листопада 2019 року, перебуваючи в робочому відрядженні в Лейдені. Похований на Донському кладовищі.

### Членство в наукових товариствах та дослідницьких об'єднаннях
- з 2006 року — член-кореспондент Російської академії освіти;
- з 2007 року — керівник Міжнародного науково-освітнього семінару «Культура дитинства: норми, цінності, практики» (РДГУ);
- з 2008 року член Міжнародного товариства з вивчення шкільних підручників та освітніх медіа, Аугсбург (Німеччина); з 2017 року — віце-президент Товариства;
- з 2009 року член Грецького товариства істориків педагогіки та Міжнародної експертної ради університету Іоанніни (Греція);
- з 2013 року член Дисертаційної ради РДГУ — Д 212.198.06 (історичні науки, культурологія).